# Triaspis lateriflora
Triaspis lateriflora là một loài thực vật có hoa trong họ Malpighiaceae. Loài này được Oliv. miêu tả khoa học đầu tiên năm 1868.